# Pobeda (Berg)
Die Pobeda (russisch Побе́да, „Sieg“; auch Гора Победа Gora Pobeda; jakutisch Кыайыы чыпчаала bzw. früher Хонохотаас, „Steingast“) ist mit 3003 m der höchste Berg des Tscherskigebirges in Nordostrussland bzw. Ostsibirien.
Der Berg liegt etwa 180 km nordöstlich der Siedlung Ust-Nera und knapp 140 km südlich des Polarkreises. Er wurde erstmals im Jahre 1966 von einer Gruppe unter W. M. Afanassjew aus Jakutsk über die Nordwestflanke bestiegen. Im Mai 2016 gelang den österreichischen Freeridern Matthias Mayr und Matthias Haunholder erstmals eine Abfahrt mit Ski vom Pobeda.